# Nardi FN.316
Nardi FN.316 là một loại máy bay huấn luyện nâng cao của Ý, do Fratelli Nardi phát triển từ Nardi FN.305.

## Biến thể
FN.316
FN.316B
FN.316M

## Quốc gia sử dụng
Đức
- Luftwaffe

 Ý
- Regia Aeronautica

## Tính năng kỹ chiến thuật (FN.316M)
Đặc điểm tổng quát
- Kíp lái: 1
- Powerplant: 1 × Isotta-Fraschini Beta RC 10 1Z, 210 kW (270 hp)

Hiệu suất bay
- Vận tốc cực đại: 330 km/h (205 mph)
- Tầm bay: 740 km (460 dặm)
- Trần bay: 6500 m (21,325 ft)

Vũ khí trang bị
- 1 hoặc 2 súng máy 7,7mm (0.303in)